# CORAF
 (janvier 2014).
Le CORAF est l'acronyme du Conseil ouest et centre africain pour la recherche et le développement agricoles. Ce terme désigne une association internationale à but non lucratif regroupant les systèmes nationaux de recherche agricole de 23 pays d’Afrique de l’Ouest et du Centre. Il forme avec l’ASARECA (Association for strengthening agricultural research in Eastern and central Africa), le CCARDESA (Centre for Coordination of Agricultural Research and Development for Southern Africa) et le NASRO (North African Sub-Regional Research Organization), les quatre organisations sous-régionales constituantes du Forum pour la recherche agricole en Afrique, le FARA.

## Vision, mission et objectif

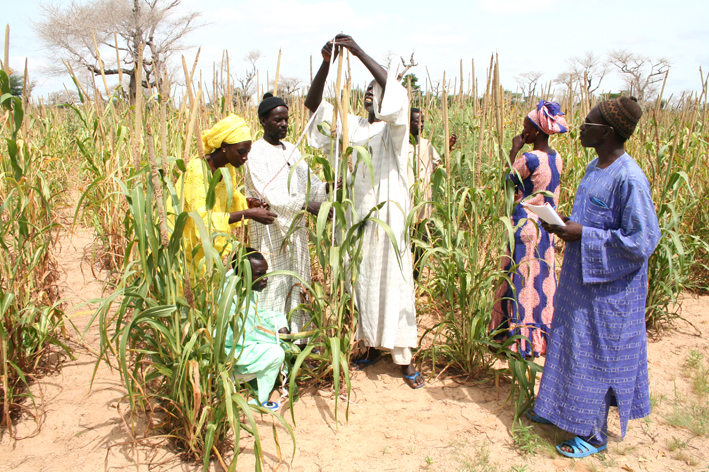
Photographie d'un champ cultivé dans le cadre d'un programme du CORAF.

Le CORAF a pour mission de parvenir à la réduction durable de la pauvreté  et de l’insécurité alimentaire  en Afrique de l’Ouest et du Centre, contribuant ainsi à la réalisation des objectifs définis par l’Union africaine à travers son programme intitulé Nouveau partenariat pour le développement de l’Afrique (NEPAD) et plus particulièrement sa branche agricole, le Programme Détaillé de Développement de l’Agriculture Africaine (PDDAA). La stratégie adoptée pour atteindre cet objectif préconise notamment d’augmenter la croissance économique induite par l’agriculture dans la sous-région. Le but fixé dans le PDDAA est d’atteindre 6 % de croissance annuelle moyenne du secteur agricole dans la sous-région d’ici à 2015.
Dans ce cadre, le CORAF contribue plus spécifiquement au quatrième pilier du PDDAA, à savoir, améliorer la recherche agricole, la diffusion et l’adoption des technologies.
Le CORAF travaille à améliorer le système de recherche agricole de la sous-région afin de satisfaire la demande sociale des populations. Il vise donc à améliorer, de manière durable, la productivité, la compétitivité et les marchés agricoles d’Afrique de l’Ouest et du Centre. Son approche pour réaliser cette vision consiste à développer l’efficacité et l’efficience des petits exploitants agricoles et promouvoir le secteur de l’agro-industrie en mettant les producteurs et les utilisateurs au centre de la recherche agricole.
Les principales fonctions du CORAF sont :
1. la coordination de la recherche agricole des 23 pays d’Afrique de l’Ouest et du Centre ;
2. le renforcement des capacités des acteurs et des partenaires ;
3. la gestion des connaissances agricoles ;
4. le plaidoyer pour la mobilisation des ressources.

## Historique

### Genèse
Face aux diverses crises alimentaires et environnementales frappant plusieurs pays africains depuis les années 1970 et affectant en premier lieu les populations les plus démunies, il est apparu clairement qu’une réaction était nécessaire afin de pallier les déficiences des systèmes nationaux de recherche agricole en Afrique francophone. Ceux-ci présentaient des insuffisances organisationnelles et étaient et peu ou pas interconnectés.
C’est pour remédier à cet état de fait qu’en mars 1987 une rencontre fut organisée entre les Directeurs des 15 institutions de recherche agricole d’Afrique de l’Ouest et du Centre et de Madagascar et leurs homologues des institutions françaises de recherche agronomique, CIRAD, INRA et ORSTOM (qui deviendra l'IRD en 1998). Ces responsables créent alors la Conférence des responsables de la recherche agronomique africains et français (CORAF), dont le siège est basé à Paris et le premier Secrétaire exécutif a été le français, Bernard Bachelier. L’objectif initial de cette association était de renforcer les programmes nationaux de recherche agronomique en favorisant la concertation et la collaboration scientifique entre ses membres.

### Africanisation et élargissement
Dès la seconde Réunion plénière de la CORAF, du 20 au 24 mars 1989 à Dakar, la question de l’africanisation de l’organisation et de son élargissement a été étudiée. Lors de la troisième Réunion plénière, tenue à Antananarivo du 20 au 24 mars 1990, la décision a été prise de transférer le Secrétariat exécutif de la CORAF à Dakar. C’est au cours de cette même réunion que l’ouverture de la conférence aux centres de recherche de pays anglophones et lusophones a été décidée et que le principe de l’évaluation scientifique régulière des outils de la coopération scientifique a été instauré. Il s’est ensuivi l’adoption de la charte des Réseaux associatifs de recherche et des Bases-centres et l’ouverture de la CORAF aux politiques et décideurs, à travers l’organisation d’une Conférence des ministres chargés de la recherche agricole de l’Afrique de l’Ouest et du Centre.
Cette conférence s’est tenue en mars 1992 à Dakar avec pour résultat la reconnaissance de la CORAF comme organisation sous-régionale et l’approbation de son plan stratégique. C’est en 1996 que les ministres chargés de la recherche agricole et la Conférence des ministres de l’agriculture de l’Afrique de l’Ouest et du Centre (CMA/AOC) désignèrent la CORAF comme leur agence d’exécution en matière de recherche agricole.
Durant la même période (en 1995), l’organisation devint la Conférence des responsables de recherche agricole en Afrique de l’Ouest et du Centre à la suite de l’affiliation des centres de recherche de la République démocratique du Congo, du Ghana, de la Gambie, de la Sierra Leone, du Cap-Vert et de la Guinée-Bissau.
En 1997, en compagnie de l’ASARECA (Association for Strengthening Agricultural Research in Eastern and Central Africa)  du SADC-FANR (Southern African Development Community - Food, Agriculture and Natural Resources), et sous l’égide du SPAAR (Special Programme for African Agricultural Research), la CORAF participe à la création du Forum pour la recherche agricole en Afrique (FARA) lors d’une réunion à Bamako, au Mali.
En 1999, la CORAF prend son nom actuel, le Conseil Ouest et Centre africain pour la recherche et le développement agricoles (CORAF). Il accueille dès lors dans ses instances dirigeantes des représentants des organisations des producteurs agricoles, du secteur privé et des ONG.

### Adaptation et nouvelle stratégie
Afin de coordonner et orienter l’action quotidienne du CORAF, un plan stratégique couvrant 15 années est élaboré en 1999. Il est adopté en 2000 avant d’être revu et amendé en 2003 puis en 2006. Ce processus aboutit en 2007 à l’élaboration d’un nouveau plan stratégique, couvrant la période 2007-2016, afin de prendre en compte les orientations du Programme Détaillé pour le Développement de l’Agriculture en Afrique (PDDAA), les objectifs des politiques agricoles des Communautés économiques régionales et les principes du Cadre pour la productivité agricole en Afrique (FAAP) piloté par le FARA. Le plan stratégique 2007-2016 assorti d’un plan opérationnel 2007-2011 a été adopté en mai 2007 au cours d’une Assemble générale spéciale à l’occasion des 20 ans du CORAF. Du fait du retard accusé pour sa mise en œuvre, ce dernier plan a été  réajusté pour couvrir la période 2008-2012.

## Organisation institutionnelle
Le CORAF est structuré autour des quatre organes de gouvernance que sont l’Assemblé Générale, le Conseil d’Administration, le Comité Scientifique et Technique (CST) et le Secrétariat Exécutif.

### Assemblée générale
L'Assemblée générale est l'organe suprême de prise de décision et d'orientation du CORAF. Elle se compose des représentants des systèmes nationaux de recherche agricole (qui sont seuls autorisés à prendre part aux décisions), des représentants des institutions régionales et internationales de recherche agricole opérant en Afrique de l’Ouest et du Centre et des partenaires au développement (ces deux dernières catégories disposent de voix non délibératives).
L’Assemblée générale élit le Président du CORAF qui préside le Conseil d'Administration, nomme les membres du Conseil d'Administration, nomme le Directeur exécutif sur proposition du Conseil d'Administration, approuve les programmes et budgets bi-annuels du CORAF et valide les propositions et priorités de recherches communes.
Elle se réunit tous les deux ans, dans l’un des pays des SNRA membres sur demande de ce pays ou au Sénégal, pays abritant le Secrétariat exécutif du CORAF, au cas où aucune demande n’est faite.
Le CORAF peut inviter toute personne ou institution concernée par ses activités à ses réunions en tant qu’observateur.

### Conseil d’administration
Le Conseil d’administration, sous la présidence du Président du CORAF, est chargé du contrôle et du suivi de la bonne réalisation des orientations et décisions de l’Assemblée générale par le Secrétariat exécutif. Pour ce faire, le Conseil d’administration propose à l’Assemblée générale un candidat au poste de Directeur exécutif, supervise les activités du Secrétariat exécutif, examine et approuve les programmes et budgets annuels, assure le suivi des décisions de l’Assemblée générale, agit en son nom dans le cas où une action immédiate est nécessaire, recommande les programmes, les budgets, les rapports financiers, les rapports d'audit, les nouvelles adhésions pour approbation et ratification par l’Assemblée générale.
La durée du mandat des membres du Conseil d’administration est de deux ans, renouvelable une fois. Ces membres sont élus par l’Assemblée générale lors de sa session ordinaire.
Le poste de Président de la CORAF ou du CORAF est revenu successivement à :
- - 1987-1988 : Dr. Dognenena Coulibaly (Centre national de recherche agronomique – CNRA – de Côte d’Ivoire ; Premier président de la CORAF)
  - 1988-1989 : M. Mamadou Fatogoma Traoré (Comité national de la recherche agronomique – CNRA – du Mali)
  - 1989-1990 : Dr. Charles Razafindraokoto (Centre National de Recherche Appliquée au Développement Rural –FOFIFA- de Madagascar)
  - 1990-1993 : Dr. Jean Nya-Ngatchou (Institut de Recherche Agronomique pour le Développement – IRAD – du Cameroun)
  - 1993-1998 : Prof. Maurice Onanga (Délégation Générale à la Recherche Scientifique et Technique – DGRST/CRAL – du Congo)
  - 1999-2002 : Dr. Adama Traoré (Comité national de la recherche agronomique – CNRA – du Mali)
  - 2002-2005 : Dr. Sié Koffi (Centre national de recherche agronomique – CNRA – de Côte d’Ivoire)
  - 2005-2008 : Prof. Emmanuel Owusu-Bennoah (Council for Scientific and Industrial Research – CSIR – du Ghana)
  - 2008-2010 : Dr. Simon Zok (Institut de Recherche Agronomique pour le Développement – IRAD – du Cameroun)
  - 2010-2012: Prof. Yusuf B. Abubakar (Agricultural Research Council of Nigeria – ARCN- Nigeria)
  - 2012-2014 : Dr. Ibet Outhman Issa (Institut Tchadien de Recherche Agricole pour le Développement – ITRAD- Tchad)
  - 2014-2015 : Dr. Francois Lompo (Institut Tchadien de Recherche Agricole pour le Développement – INERA- Burkina Faso)
  - Depuis juin 2015 : Dr. Alioune Fall(Institut Sénégalais de Recherche Agricole – ISRA- Sénégal)
  - Depuis Avril 2018 : Dr. Angela Maria P. Barreto da vega Moreno de l’Institut national de recherche pour le développement agricole (INIDA) du Cap-Vert

### Comité scientifique et technique
Le Comité scientifique et technique est l’organe consultatif du Conseil d’administration. Ses membres, au nombre de 12, sont choisis sur la base de leur mérite personnel, de leur expérience et notoriété dans le domaine de la recherche agricole pour le développement et le renforcement des capacités.
Le Comité est chargé d'examiner et de donner un avis sur la qualité scientifique et la pertinence des propositions de recherche, d'assister le Secrétariat exécutif dans ses fonctions d'animation et de coordination scientifiques, d'assister le Conseil d'administration dans l'évaluation des activités scientifiques, d'assurer le suivi et l'évaluation de toutes les activités de coopération scientifique y compris les publications scientifiques.

### Secrétariat exécutif
Le Secrétariat Exécutif du CORAF est basé à Dakar, où il bénéficie d’un accord de siège avec le Gouvernement de la République du Sénégal, signé le 15 mars 1997.
Le Secrétariat exécutif est responsable de la mise en œuvre des décisions prises par l’Assemblée générale, notamment la mise en œuvre du Plan stratégique. Il lui incombe également de contribuer à l’élaboration, à la mise en œuvre et à la coordination des programmes et unités opérationnelles. D’autre part, il organise les audits des programmes et projets de recherche, gère les ressources humaines et financières et prépare les réunions statutaires de l’association.
Enfin, le Secrétariat exécutif est le centre névralgique pour le partage d’informations au sein de l’institution. Il est aussi l’interlocuteur privilégié pour les partenaires au développement et autres parties prenantes de l’association.

#### Le Directeur exécutif
Le Secrétariat exécutif est dirigé par le Directeur exécutif, qui bénéficie notamment du soutien du Directeur des programmes, du Directeur administratif et financier et du Gestionnaire de l’information et de la communication. Eminent scientifique et gestionnaire confirmé de la recherche agricole originaire d’un des pays de l’Afrique de l’Ouest ou du Centre dont le système national de recherche agricole est membre du CORAF, le Directeur Exécutif joue le rôle de Directeur général de l’association. Il en est le représentant légal sur délégation du Président du Conseil d’administration.
Il est notamment chargé de superviser les activités du Secrétariat exécutif, d’assurer la direction scientifique et managériale ainsi que la gestion efficace de toutes les ressources du CORAF et de son Secrétariat exécutif. Il doit également s’assurer de la bonne application des décisions de l’Assemblée générale et du Conseil d’administration, assurer le suivi des activités de l’association, développer des partenariats visant à mobiliser fonds et ressources pour les activités du CORAF et assurer, en général, la gestion quotidienne et le bon fonctionnement de l’association.
Sa sélection est entérinée par l’Assemblée générale sur recommandation du Conseil d’administration, pour un mandat de 4 ans renouvelable une fois, à l’issue d’un processus de recrutement sélectif faisant suite à un appel à candidatures.

## Programmes
Le CORAF, afin d’atteindre ses objectifs et de contribuer à réduire la pauvreté  et l’insécurité alimentaire  dans sa zone de couverture, organise son activité autour de huit programmes traitant chacun d’une problématique différente :
- - Le programme Élevage, pêche et aquaculture
  - Le programme Cultures vivrières
  - Le programme Cultures non vivrières
  - Le programme Gestion des ressources naturelles
  - Le programme Biotechnologie  et biosécurité
  - Le programme Politiques, marchés et commerce
  - Le programme Gestion des connaissances
  - Le programme Renforcement des capacités et coordination

## Membres

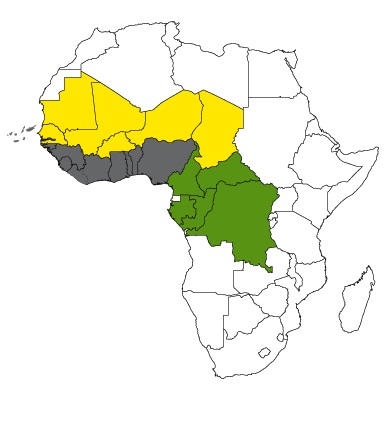
Carte de l'Afrique mettant en évidence les pays sont les SNRA sont membres du CORAF.

Actuellement, les systèmes nationaux de recherche agricole de 22 pays d’Afrique de l’Ouest et Centrale font partie du CORAF. Ces pays, dont la surface totale dépasse les 11.5 millions de km2 et dont 70 % de la population vivent de l’agriculture, sont les suivants :
- Bénin : Institut national des recherches agricoles du Bénin (INRAB)[1]
- Burkina Faso : Institut de l'Environnement et de Recherches Agricoles (INERA)
- Cameroun : Institut de recherche agricole pour le développement (IRAD)
- Cap-Vert : Instituto National de Investigação e Desenvolvimento Agrário (INIDA)
- Centrafrique : Institut centrafricain de recherche agronomique (ICRA)
- Congo : Délégation Générale à la Recherche Scientifique et Technique (DGRST/CRAL)
- Côte d'Ivoire : Centre National de Recherche Agronomique (CNRA)
- Gabon : Institut de Recherches Agronomiques et Forestières (IRAF)
- Gambie : National Agricultural Research Institute (NARI)
- Ghana : Council for Scientific and Industrial Research (CSIR)
- Guinée Conakry : Institut de Recherche Agronomique de Guinée (IRAG)
- Guinée-Bissau : Instituto Nacional de Pesquisa de Agraria (INPA)
- Liberia : Central Agricultural Research Institute (CARI)
- Mali : Institut d'Economie Rurale (IER)
- Mauritanie : Centre National d'Elevage et de Recherches Vétérinaires (CNERV) & Centre National de Recherche Agronomique et de Développement (CNRADA)
- Niger : Institut National de Recherches Agronomiques du Niger (INRAN[2])
- Nigeria : Agricultural Research Council of Nigeria (ARCN)
- République démocratique du Congo : Institut National pour l'Etude et la Recherche Agronomique (INERA)
- Sénégal : Institut sénégalais de recherche agricole (ISRA)
- Sierra Leone : National Agricultural Research Co-ordinating Council (NARCC)
- Tchad : Institut Tchadien de Recherche Agricole pour le Développement (ITRAD)
- Togo : Institut togolais de recherche agronomique (ITRA)
- Sao Tomé-et-Principe

### Sources
- Statuts du CORAF : http://www.coraf.org/database/publication/publication/STATUTSDUCORAF.pdf
- Le CORAF, Genèse et évolutions
- Le CORAF en dix points : http://www.coraf.org/database/publication/publication/corafendixpointsfr.pdf
- Plan stratégique 2007-2016 du CORAF: http://www.coraf.org/database/publication/publication/PlanStrategique07_016.pdf
- Plan opérationnel 2008-2013 du CORAF: http://www.coraf.org/database/publication/publication/PlanoperationnelfrancaisFinal.pdf
- Plan stratégique du CORAF 2018-2027 : http://www.coraf.org/wp-content/uploads/2019/03/PlanStrategique.pdf
- Plan opérationnel du CORAF 2018-2022 :http://www.coraf.org/wp-content/uploads/2020/05/PlanOperationel1822.pdf